# Strawberries Oceans Ships Forest
Strawberries Oceans Ships Forest — дебютный студийный альбом эмбиент-музыки группы The Fireman, выпущенный в 1993 году. The Fireman — дуэт Пола Маккартни и продюсера Youth (Мартина Гловера), наиболее известного как участник групп Killing Joke и The Orb.

## Об альбоме
В Strawberries Oceans Ships Forest вошли семплы сочинённой Маккартни музыки, в основном записанной во время сессий звукозаписи альбома Off the Ground, а также отрывки из музыкальных номеров «Reception» и «The Broadcast», записанных в 1979 для альбома Back to the Egg; эта музыка была использована Youth как исходный материал для ремиксов. Ни Маккартни, ни Youth никак не обозначены (англ. credited) на альбоме; слухи об участии Маккартни в создании альбома в конечном счёте были подтверждены EMI.
В обзоре для журнала Melody Maker критик Майкл Боннер (англ. Michael Bonner) писал:

«Пол Маккартни занялся танцевальной музыкой — и результаты оказались блестящими, как те, что были при подобных конверсиях в стиле „дорога на Дамаск“, проделанных Джоном Лайдоном в прошлом году. Воистину мы живём во времена чудес. Отказавшись от лёгких путей сделать просто альбом ремиксов, Маккартни и его партнёр Youth решили следовать по путям, подобным пути Брайана Ино, более сложным для понимания, более экспериментальным путям. Они берут исходную мелодию и, ловко прыгая по жанрам между эмбиент, трансом и хаусом, выдают на выходе ряд великолепных вариаций. Песни, казалось бы, похожи как снежинки, но при ближайшем рассмотрении видно, что каждая имеет свою уникальную форму.»
Оригинальный текст (англ.)Paul McCartney has discovered dance music - and the results are as staggeringly brilliant as those that came from John Lydon's similar road-to-Damascus-like conversion last year. Truly, we live in an age of miracles. Eschewing the easy option of making a remix album, McCartney and his collaborator, Youth, have chosen to follow the likes of Brian Eno down a more experimental and cerebral path. They take a melody and, with dexterous genre-hopping through ambient, trance and house, evolve a number of breathtaking variations. Like snowflakes, each song seems identical to the last, until closer inspection reveals that it has its own unique shape.

Проект начался, когда Маккартни попросил, чтобы Youth сделал ремикся нескольких треков из альбома Off the Ground, чтобы выпустить их на 12-дюймовых синглах (см. англ. Maxi single). Маккартни рассказывал:

«Коротко говоря, моим желанием было, чтобы он просто использовал музыкальные темы из наших записей, потому что в танцевальных миксах часто присутствуют семплы бас-барабана или звук малого барабана в стиле звучания Джеймса Брауна, и, вследствие этого, окончательная запись звучит совсем непохоже на исходный материал, — так что я сказал Youth, что я не буду против любого звука, который он может выбрать из наших записей, в основном из материала для Off the Ground.»
Оригинальный текст (англ.)The brief from me was that he should only use stuff from our recordings, because dance mixes often feature a kick-drum sample or a James Brown snare sound and, as a consequence, the record ends up sounding a bit like someone else's so I told Youth that I'd prefer any sound he might select to come off our recordings, mainly 'Off the Ground'.

Youth вспоминал о работе над проектом:

«Я не думал, что какой-нибудь из треков с Off the Ground годится для создания ремикса тем путём, как я до того это делал. Я подумал, что лучше будет сделать более концептуальную вещь — вместо того, чтобы делать ремикс отдельного трека, мы должны разобрать альбом на отдельные семплы, а затем сконструировать из них новый микс. Полу идея понравилась. Ну а раз так, то я и двинулся в этом направлении.»
Оригинальный текст (англ.)I didn't think it appropriate to remix any of the Off the Ground tracks the way I'd been briefed. I thought it would be better to do a more conceptual thing — that is, rather than remix a track I thought we should deconstruct the album into samples and then construct a new mix from those. And Paul liked the idea. He was into it, so I went for it.

В конце концов, Маккартни решил присоединиться к Youth в студии, чтобы создать новую музыку, добавляя к уже существующим семплам новые звучания, — и проект стал ещё более совместным, чем задумывалось исходно. Хотя изначально планировалось издать ремиксы как серию 12-дюймовых синглов, Маккартни был настолько доволен результатами работы, что было решено выпустить полноразмерный альбом, который и был издан в ноябре 1993 в Великобритании, а спустя несколько месяцев, в 1994, в США.
Strawberries Oceans Ships Forest, никогда не участвовавший в чартах, не будет больше издаваться на CD-дисках. Однако же он доступен на iTunes Store.

## Список композиций
Слова и музыка всех песен — The Fireman.
| №  | Название                           | Длительность |
| -- | ---------------------------------- | ------------ |
| 1. | «Transpiritual Stomp»              | 9:01         |
| 2. | «Trans Lunar Rising»               | 9:09         |
| 3. | «Transcrystaline»                  | 8:39         |
| 4. | «Pure Trance»                      | 8:40         |
| 5. | «Arizona Light»                    | 8:39         |
| 6. | «Celtic Stomp»                     | 8:34         |
| 7. | «Strawberries Oceans Ships Forest» | 8:07         |
| 8. | «4 4 4»                            | 7:35         |
| 9. | «Sunrise Mix»                      | 8:16         |

## Релизы
| Страна         | Дата выпуска    | Лейбл                  |
| -------------- | --------------- | ---------------------- |
| Великобритания | 15 ноября 1993  | Parlophone/EMI Records |
| США            | 14 февраля 1994 | Capitol/EMI Records    |